# José Antonio Meade Kuribreña
José Antonio Meade Kuribreña (Ciutat de Mèxic, 27 de febrer de 1969) és un polític mexicà que encapçalà diversos ministeris mexicans fins al 27 de novembre de 2017, quan anuncià la seva voluntat d'encapçalar la candidatura del Partit Revolucionari Institucional a les Eleccions federals de Mèxic de 2018.